# Order

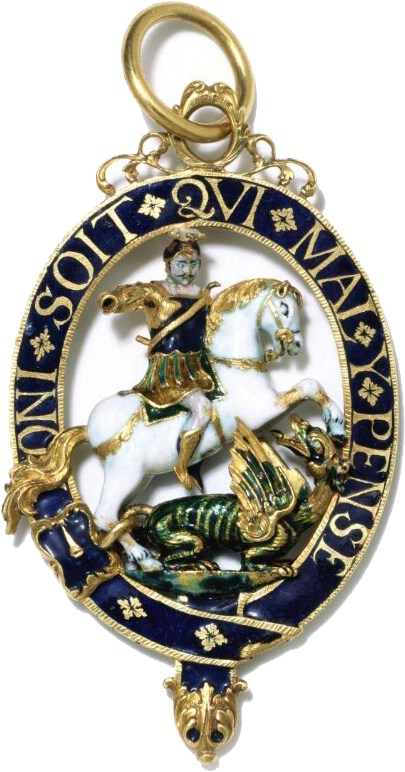
Order Podwiązki (1348)

Order (z łac. dosł. „zakon”) – forma uznania zasług danej osoby lub organizacji. Tradycja orderowa opiera się na dziejach struktur rycerskich lub arystokratycznych, a więc obrzędowość z nią związana wskazuje na realną lub pozorowaną organizację orderu, na czele której stoi Kapituła pod przewodnictwem Wielkiego Mistrza (w Polsce jest nim w przypadku wszystkich orderów Prezydent RP). Potocznie używa się określenia order dla samej odznaki orderowej. Nauka, badająca ordery jako znaki zaszczytne, nazywa się falerystyką.
Oznaki orderów zwykle mają ustaloną formę i wygląd, przeznaczone są do noszenia ich przez osobę uhonorowaną w widocznym miejscu, w sytuacjach uroczystych. Ordery, poza funkcją honorową i dekoracyjną, nie mają żadnych praktycznych zastosowań. W niektórych krajach będących monarchiami wyróżnienie takie równoważne jest z nobilitacją.
Ordery mogą być noszone po przypięciu do ubrania lub na szyi, na specjalnej szarfie lub łańcuchu, bądź też na szerokiej szarfie przewieszonej przez ramię do boku. Kształt, kolor i materiał takiego łańcucha lub szarfy również jest ściśle określony. Niektóre ordery (np. papieskie i brytyjskie) dają prawo do całego specjalnego ubioru.

## Historia

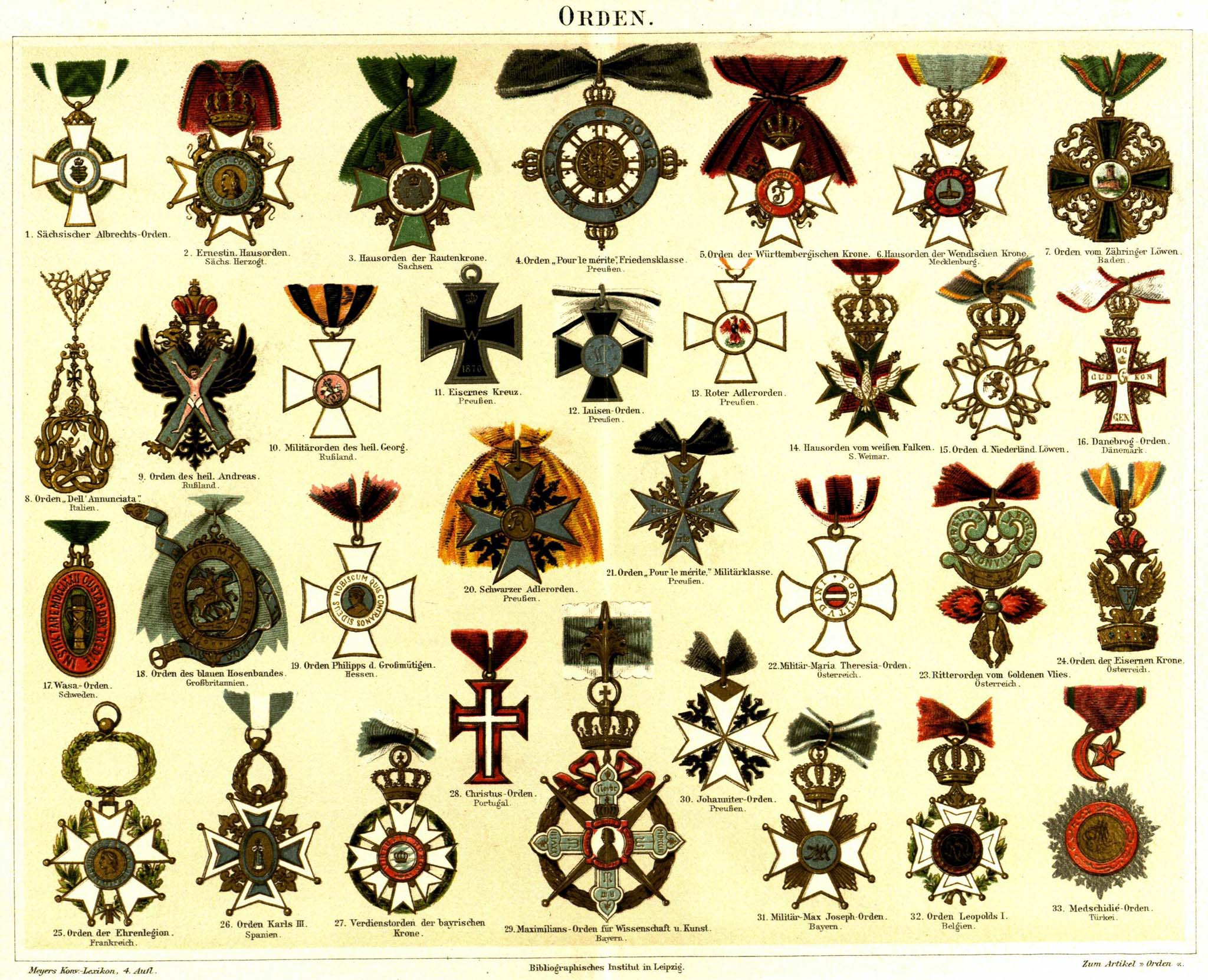
Najważniejsze ordery w XIX wieku wg Meyers Konversations-Lexikon:
1. Order Alberta (Saksonia)
2. Saski Ernestyński Order Domowy (Saksonia)
3. Order Korony Rucianej (Saksonia)
4. Order Pour le Mérite klasy pokojowej (Prusy)
5. Order Korony (Wirtembergia)
6. Order Korony Wendyjskiej (Meklemburgia)
7. Order Lwa Zeryngeńskiego (Badenia)
8. Order Annuncjaty (Włochy)
9. Order św. Andrzeja (Rosja)
10. Order św. Jerzego (Rosja)
11. Krzyż Żelazny (Prusy)
12. Order Luizy (Prusy)
13. Order Orła Czerwonego (Prusy)
14. Order Sokoła Białego (Weimar)
15. Order Lwa Niderlandzkiego (Holandia)
16. Order Danebroga (Dania)
17. Order Wazów (Szwecja)
18. Order Podwiązki (Anglia)
19. Order Zasługi Filipa Wspaniałomyślnego (Hesja)
20. Order Orła Czarnego (Prusy)
21. Order Pour le Mérite klasy wojskowej (Prusy)
22. Order Marii Teresy (Austria)
23. Order Złotego Runa (Austria)
24. Order Żelaznej Korony (Austria)
25. Legia Honorowa (Francja)
26. Order Karola III (Hiszpania)
27. Order Zasługi Korony Bawarskiej (Bawaria)
28. Order Chrystusa (Portugalia)
29. Order Maksymiliana za Naukę i Sztukę (Bawaria)
30. Order Joannitów (Prusy)
31. Order Wojskowy Maksymiliana Józefa (Bawaria)
32. Order Leopolda I (Belgia)
33. Order Medżydów (Turcja)

Rozbudowany system znaków honorowych nadawanych za zasługi, funkcjonował już w republikańskim Rzymie, gdzie żołnierzy i wodzów za ich mężne czyny wyróżniano przy pomocy koron honorowych lub specjalnych krążków, które wieszało się na piersi zbroi (łac. phalerae). Nazwa orderów (z łac. ordo, ordinis – zakon, zgromadzenie, reguła) czerpie swe początki z bractw i zgromadzeń zakonnych Kościoła katolickiego, którzy używali różnych symboli, najczęściej krzyży, dla oznaczenia swoich członków.
Pierwsze średniowieczne zakony orderowe pojawiły się w XII wieku, choć niekiedy datę powstania pierwszego orderu przesuwa się aż do wieku VIII. W 1156 roku powstał hiszpański Order Alcantara, dwa lata później kastylijski Order Skrzydła św. Michała. W roku 1190 cesarz bizantyjski Izaak Angelos Komnen ustanowił Order św. Jerzego, zaś stoczona w roku 1219 bitwa Duńczyków z Estami pod Rewlem stała się okazją do ustanowienia herbu Danii oraz Orderu Danebroga. Kolejne ordery europejskie to: Order Najświętszej Maryi Panny z Montesy ustanowiony w 1316 roku przez króla Aragonii Jakuba Sprawiedliwego; portugalski Order Chrystusa (1319), w 1322 roku wprowadzony został przez papieża Jana XXII dla Państwa Kościelnego; w roku 1348 król Anglii Edward III ustanowił Order Podwiązki, w 1362 hrabia Sabaudii Amadeusz VI wprowadził Order Annuncjaty, który później stał się najwyższym odznaczeniem państwa włoskiego; w roku 1399 powstał angielski Order Łaźni. W 1429 roku burgundzki książę Filip III Dobry ustanowił Order Złotego Runa, który został następnie przejęty przez Hiszpanię, a potem przez Habsburgów stając się z czasem najbardziej cenionym orderem w obszarze kulturowym i politycznym Europy. Najwyższy order duński, Order Słonia powstał w 1458 roku, zaś w roku 1578 Order Świętego Ducha, ustanowiony przez króla Henryka III, na pamiątkę otrzymania przez niego w dniu Zesłania Ducha Św. dwóch tronów: polskiego i francuskiego.
W wiekach późniejszych powstały następne ordery, najbardziej ich liczba wzrastała w wieku XIX. W tym czasie, zgodnie ze zmianami społecznymi i prawno-politycznymi, reguły przyznawania orderów ewoluowały. Jednakże najwyższe ordery państwowe pozostały domeną suwerenów i głów państw. Same insygnia nazywane są dziś orderami.
Początkowo ordery (jako odznaczenia) były dostępne tylko dla szlachty. Pierwszymi dostępnymi dla każdego były ustanowiony przez Stanisława Augusta Poniatowskiego Order Virtuti Militari (1792) i Legia Honorowa utworzona przez Napoleona w 1802 roku. Do dziś jednak niektóre ordery nadawane w państwach monarchistycznych są zastrzeżone dla arystokracji, bądź ich nadaniu towarzyszy wyniesienie udekorowanego do godności arystokratycznej. Dziś ordery stanowią najwyższe formy odznaczeń państwowych. Niższymi, niemającymi rangi orderów i sytuującymi się dalej w kolejności starszeństwa i uznawania są: krzyże, medale, gwiazdy, odznaki i inne.

## Insygnia orderów i ich elementy składowe
- Godło – znak orderowy będący plastyczną realizacją nazwy orderu. Bliski związek orderów z chrześcijańskimi zakonami rycerskimi wyrażał się między innymi w organizacji struktury i hierarchii zakonu orderowego, oraz w sakralnym charakterze i symbolice znacznej części godeł orderowych. Drugim z kolei najpopularniejszym motywem orderowym są elementy heraldyczne wywodzące się z herbu osobistego założyciela orderu lub herbu państwowego. Godłem orderowym mógł stać się także symbol o pozytywnych, heroicznych i chrześcijańskich konotacjach – np. Złote Runo – lub zwykły przedmiot podniesiony do rangi znaku honorowego aktem suwerennej woli koronowanego władcy – np. angielski Order Podwiązki.
- Łańcuch – stanowi najbardziej prestiżowe zawieszenie godła, w wielu systemach orderowych przynależne jedynie wielkiemu mistrzowi lub przewodniczącemu kapituły. Wykonywany zazwyczaj ze złota, nierzadko emaliowany. Ogniwa często mają postać motywów zaczerpniętych z herbu założyciela orderu, herbu państwowego lub motywów godła orderowego. Spotykamy również ogniwa w formie korony lub motywów roślinnych: liści akantu, winorośli, dębu czy palmy. Łańcuch zawieszano na szyi lub przez lewe ramię do prawego boku. W przedstawieniach heraldycznych, łańcuch zazwyczaj okalał tarczę herbową lub też był pod nią podłożony.
- Gwiazda orderowa – utworzona z pęków (najczęściej ośmiu) promieni, na której umieszczano godło orderowe lub jego elementy. Noszona zazwyczaj na okryciu wierzchnim.
- Wstęga – stosowana przy wyższych klasach orderów jako zawieszenie godła, w barwie określonej statutem orderu, najczęściej przewieszana przez lewe ramię do prawego boku.
- Wstążka – zawieszenie orderu lub odznaczenia prezentujące barwy orderu w formie układu pasów, a mocowane do garderoby, najczęściej na wysokości piersi.
- Miniaturka orderowa – zmniejszona odznaka orderu, noszona na wstążeczce na lewej piersi, na ogół tylko do stroju wieczorowego.
- Baretka – wąski odcinek wstążki noszony na co dzień przez osobę odznaczoną na mundurze jako znak posiadanego orderu czy odznaczenia. W zależności od klasy odznaczenia może ponadto posiadać okucie oraz/lub rozetkę.
- Rozetka – niewielkiej wielkości odznaka, noszona samotnie lub wraz z odpowiednim galonikiem, przymocowana do ubioru cywilnego (najczęściej klapy garnituru). Przy niższych klasach orderów noszona jest sama wstążeczka – wąska, kilkumilimetrowej szerokości, wstążeczka, na ogół w barwie wstążki, noszona ukośnie w dół, między otworem lewej klapy ubioru, a wewnętrzną stroną tej klapy.
- Okucie – dodatkowe znaki w postaci listewki, mocowane do wstążki lub baretki dla oznaczenia stopnia, odmiany lub wielokrotności nadania odznaczenia.

## Podstawowa typologia
Ordery można podzielić na ordery państwowe, przyznawane najczęściej przez głowę danego państwa oraz na ordery domowe, będące wysokimi odznaczeniami władców przyznawane za zasługi na rzecz panującego, lecz wchodzące w oficjalną precedencję odznaczeń. Dalej ordery można dzielić – podobnie do innych odznaczeń – na cywilne, wojskowe oraz wojenne, a także wspólne tym kategoriom (wybrane ordery posiadają odmiany wedle tych kategorii). Niektóre ordery są przeznaczone dla odznaczanych danej płci, a część orderów posiada w wybranych klasach odmienne insygnia dla każdej płci.
Do podstawowej typologii nie zalicza się orderów kościelnych (poza orderami przyznawanymi przez kościelne osoby suwerenne, np. papiestwo lub niektóre zakony suwerenne) lub ewentualnych prywatnych odznaczeń noszących niekiedy nazwę „order”.

### Kształt orderu
Współcześnie ordery mają najczęściej kształty krzyży, gwiazd, medalionów, zdarzają się jednak odmienne kształty.

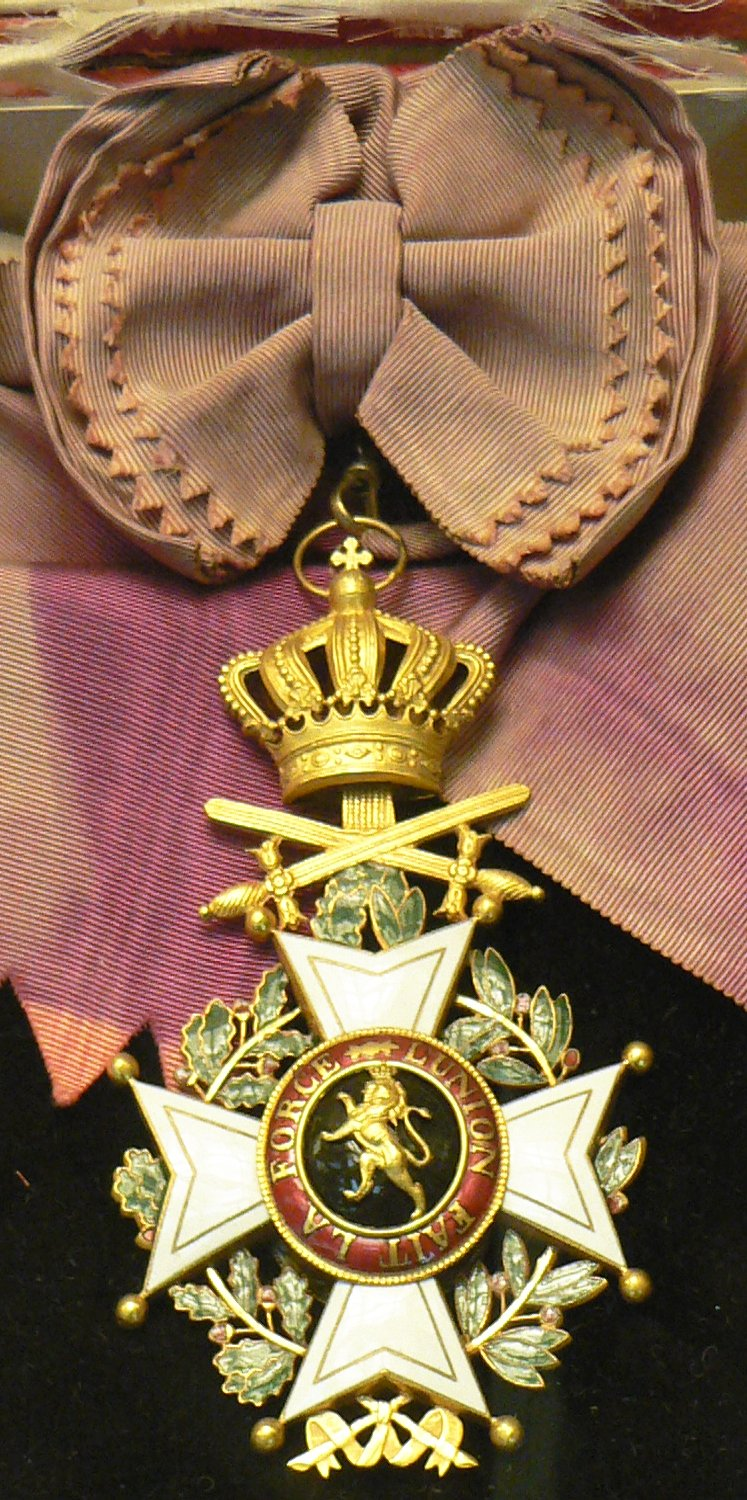
Order Leopolda w kształcie krzyża
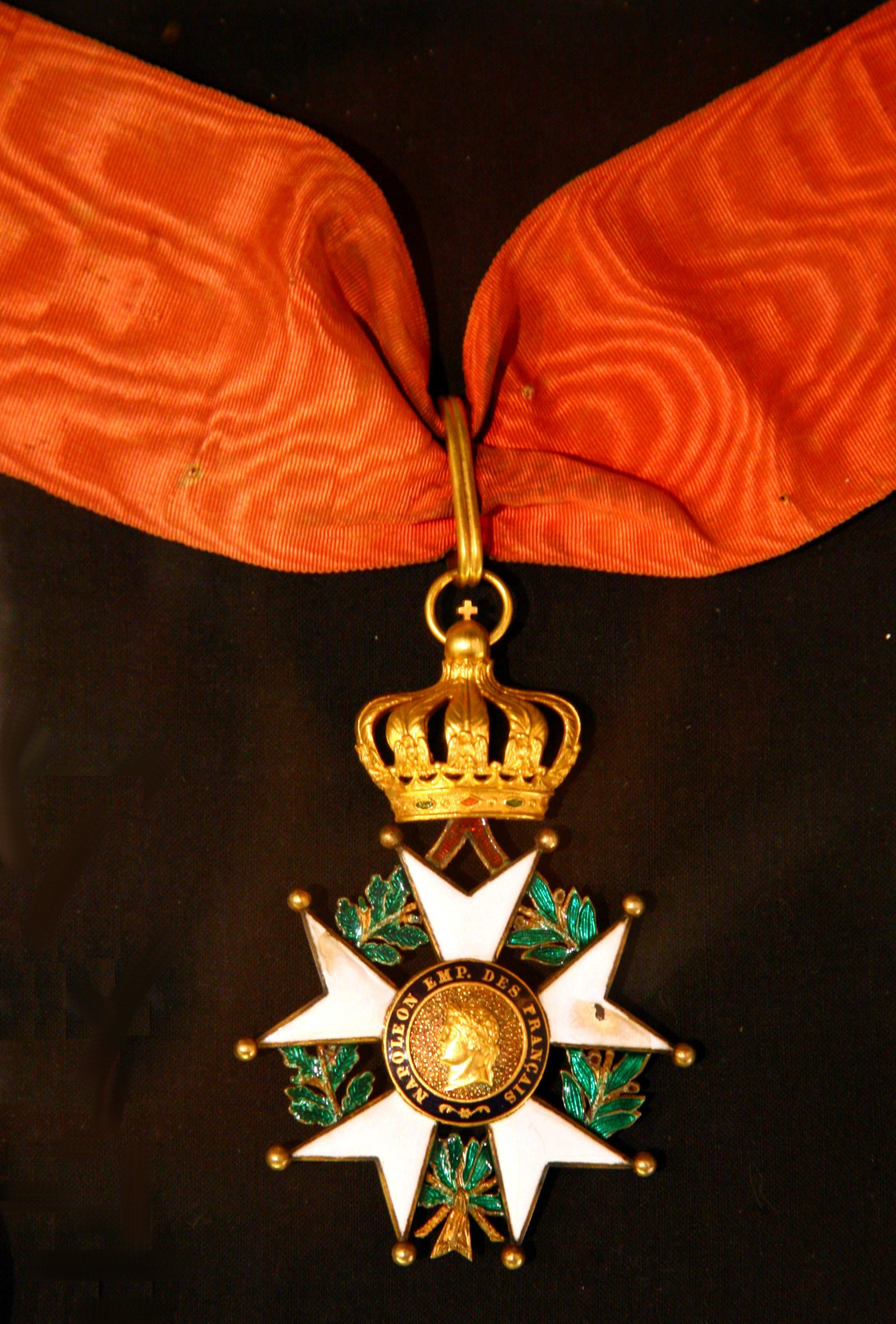
Legia Honorowa w kształcie gwiazdy
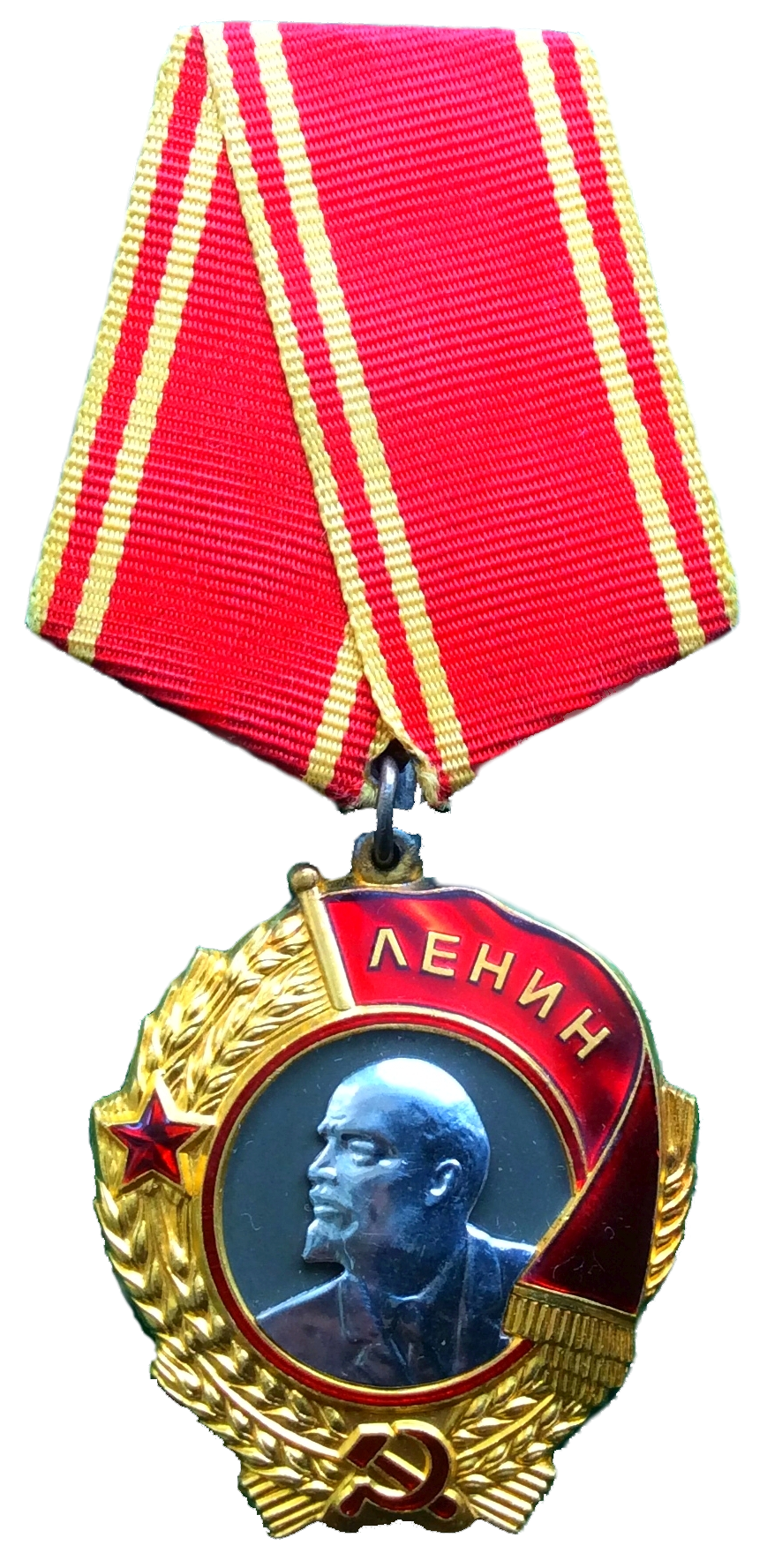
Order Lenina w kształcie medalionu
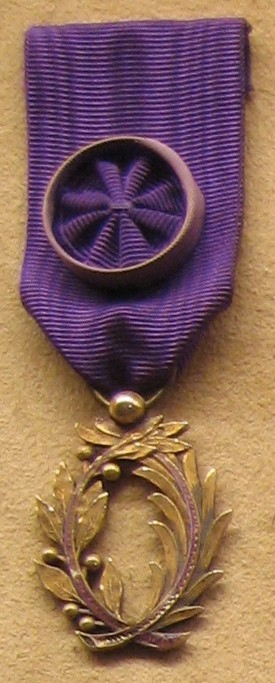
Order Palm Akademickich w kształcie liści palm
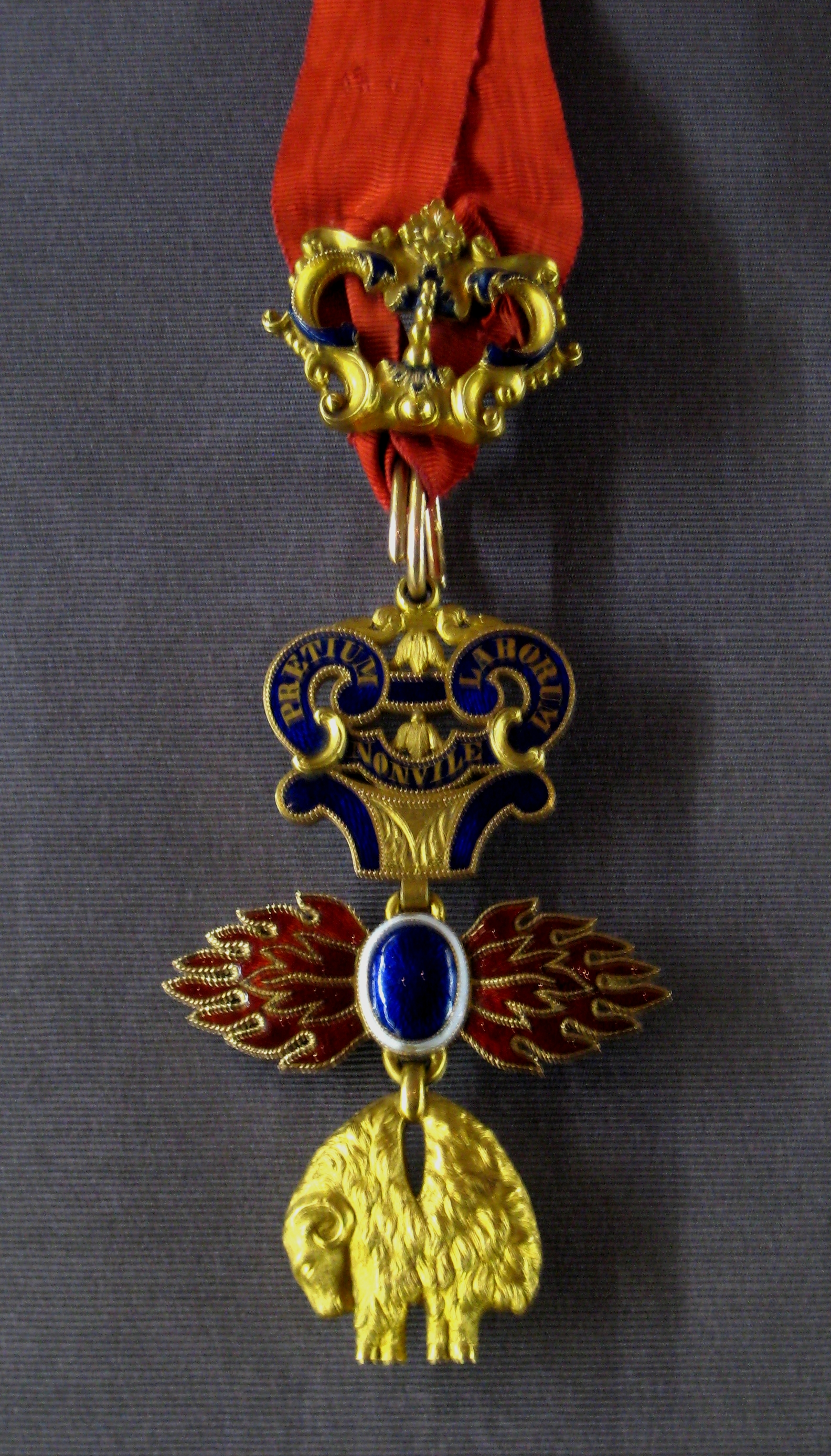
Order Złotego Runa w kształcie zoomorficznym

### Wiązanie wstążki
W różnych czasach i przestrzeniach geograficznych wykształciły się odmienne sposoby zawiązywania wstążki orderowej w klasach niższych, oficerskiej i kawalerskiej. Najczęściej występują – czasem z niewielkimi wariantami – wzorce:

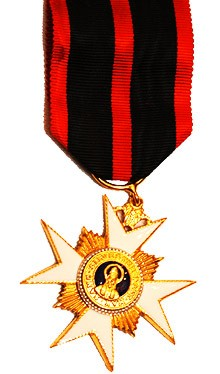
Order Św. Sylwestra – wstążka wiązana na modłę francuską
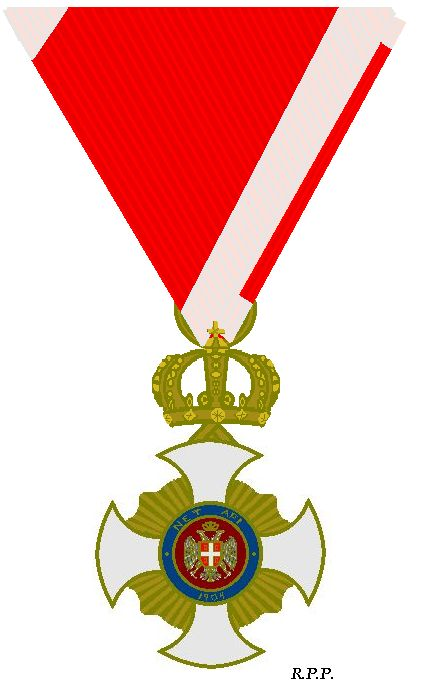
Order Jerzego Czarnego – wstążka wiązana na modłę austriacką lub słowiańską
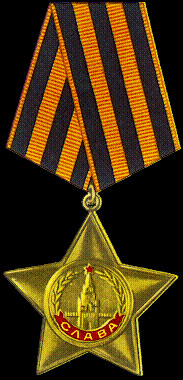
Order Sławy – wstążka wiązana na modłę rosyjską
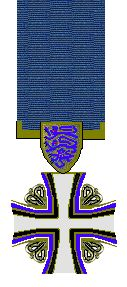
Order Krzyża Ziemi Maryjnej – wstążka wiązana na modłę anglosaską
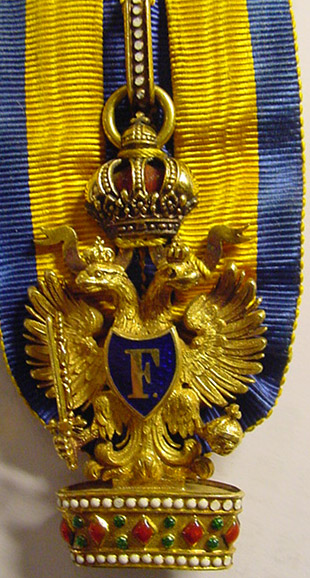
Order Żelaznej Korony – wstążka wiązana na modłę niemiecką

### Klasy
Nie istnieje jedna, powszechna reguła co do wewnętrznych klas lub innych podziałów wewnątrz struktury danego orderu. Najstarsze ordery mają najczęściej jedną klasę, niekiedy później obrastały dodatkowymi klasami. Większość orderów ma jednak dziś 3 lub 5 klas. Najczęstszy model opiera się na pięciu klasach (poniżej układ klas Legii Honorowej oraz włoskiego Orderu Wojskowego):

Sposoby noszenia insygniów francuskiego orderu Legii Honorowej

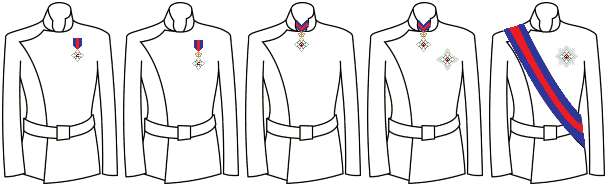
Sposoby noszenia insygniów włoskiego Orderu Wojskowego

- V kl. Kawaler (na rysunku – 1: order przypięty na wstążce na lewej piersi).
- IV kl. Oficer (na rysunku – 2: order przypięty na wstążce z rozetką na lewej piersi).
- III kl. Komandor (na rysunku – 3: order zawieszony na wstędze na szyi).
- II kl. Wielki Oficer (na rysunku – 4: order oficerski przypięty na wstążce stronie na lewej piersi, gwiazda po prawej stronie), czasem – jak w przypadku włoskiego Orderu Wojskowego – zwany: Komandor z Gwiazdą (order na wstędze zawieszony na szyi, gwiazda przypięta na piersi, na ogół po prawej stronie).
- I kl. Krzyż Wielki (na rysunku – 5: order na wielkiej wstędze przekładanej najczęściej przez lewe ramię, wraz z gwiazdą orderu przypinaną na piersi, na ogół po lewej stronie).

W niektórych przypadkach specjalne ustawy lub rozporządzenia określają kontyngenty dekorowanych każdej klasy.

## Ordery w Polsce
Obecnie nadawanych jest sześć orderów:
- Order Orła Białego – za znamienite zasługi cywilne i wojskowe dla zarówno w czasie pokoju, jak i w czasie wojny
- Order Wojenny Virtuti Militari – za wybitne zasługi bojowe, nadawany tylko w czasie wojny i do pięciu lat po niej
- Order Odrodzenia Polski – za wybitne osiągnięcia na różnych polach działalności państwowej lub społecznej
- Order Krzyża Wojskowego – za wybitne zasługi w działaniach przeciw terroryzmowi lub podczas operacji pokojowych
- Order Krzyża Niepodległości – za wybitne zasługi w obronie niepodległości Polski w latach 1939–1956
- Order Zasługi RP – za wybitne zasługi we współpracy międzynarodowej dla obcokrajowców i Polonii.

Dawniej nadawano również:
- Order Świętego Stanisława – order rycerski z czasów monarchii, nadawany jako zachęta do dalszej służby publicznej
- Order Budowniczych Polski Ludowej – za wyjątkowe zasługi położone dla dzieła budowy Polski Ludowej
- Order Krzyża Grunwaldu – za czyny bohaterskie w walce zbrojnej z okupantem niemieckim
- Order Sztandaru Pracy – za wybitne zasługi dla budowy socjalizmu w Polsce Ludowej
- Order Zasługi PRL – za szczególne zasługi w rozwoju współpracy i przyjaźni między narodami.

Patrz też Polski system orderowo-odznaczeniowy.